# Aston on Carrant
Aston on Carrant är en by i Gloucestershire i England. Den tillhör Tewkesburys civil parish. Byn angränsar till Ashchurch och ligger cirka 3 km söder om Bredon. Aston on Carrant ligger på en återvändsgata från landsväg B4079.